# حيون
بلدية حَيُّون (بالإسبانية: Fayón) هي بلدية تقع في مقاطعة سرقسطة التابعة لمنطقة أرغون شمال شرق إسبانيا.

## الديموغرافيا
بلغ عدد سكان بلدية حيون 406 نسمة عام 2011 (وفقاً للمعهد الوطني الإسباني للإحصاء).
| 392 | 390 | 388 | 394 | 434 | 422 | 406 |